# (19243) Bunting
(19243) Bunting (1994 CD9) – planetoida z grupy pasa głównego asteroid okrążająca Słońce w ciągu 3,56 lat w średniej odległości 2,33 j.a. Odkryta 10 lutego 1994 roku.